# 아침 (밴드)
아침 (Achime)은 권선욱 (보컬, 기타)과 김수열 (드럼), 김경주 (키보드), 이상규 (기타), 김정민 (베이스)으로 구성된 대한민국의 인디 밴드이다. 2008년 여름에 권선욱(보컬, 기타) , 김수열(드럼), 박선영(베이스), 이상규(기타)를 멤버로 결성됐으며 2009년 7월에 붕가붕가레코드를 통해 첫 싱글 〈거짓말꽃〉을 발매했다. 또 같은 해 10월엔 쌈지사운드페스티벌에 숨은 고수로 출연했다. 2010년 6월에는 첫 번째 정규 음반 《Hunch》를 발매했다. 2014년 이후로 활동을 중단했으나 2019년 11월 29일 '2019 asian pop stage' 공연에 참여하며 복귀했다.

## 음반 목록

### 정규 음반
- 《Hunch》 (2010)
- 《Overcome》 (2012)

### 미니 음반
| 음반 정보                           | 수록곡                                                       |
| ----------------------------------- | ------------------------------------------------------------ |
| 〈거짓말꽃〉 - 2009년 7월 20일      | 1. 불신자들 2. 거짓말꽃 3. 불꽃놀이 4. 딱 중간               |
| 《Hyperactivity》 - 2011년 5월 18일 | 1. 02시 무지개 2. 첫사랑 자전거 3. Hyperactivity 4. Dissolve |
| 《Swtsxtn》 - 2013년 6월 24일       | 1. 한밤중 2. 스윗 식스틴                                     |

### 디지털 싱글
- 2017년 11월 11일 《숨바꼭질》
- 2019년 11월 27일 《Moratorium》
- 2021년 2월 6일 《God's App》
- 2022년 12월 2 일 《Portrait》